# Barajevo
Barajevo (kyrillisch: Барајево) ist ein vorstädtischer Bezirk und gleichnamiger Ortsteil von Belgrad. Durch die Siedlung fließt die Barajevska reka.

## Geschichte
Zahlreiche Wasserquellen auf dem Gebiet der gegenwärtigen Gemeinde bildeten die Voraussetzung für seine Besiedlung. Der Überlieferung nach sollte einmal vor langer Zeit gesagt worden sein: „bara je ovo“ – ein Tümpel ist das (bara = Tümpel). So soll der Name Barajevo, entstanden sein, der sich bis in die Gegenwart erhalten hat.
Die Siedlung wird zur Zeit der osmanischen Verwaltung unter dem Namen Baraj und während der österreichischen Okkupation unter dem heutigen Namen erwähnt. Seit 1955 ist sie ein Stadtbezirk von Belgrad. 
Von 2004 bis 2006 wurde im Ortszentrum die serbisch-orthodoxe Kirche der Verbrennung der Reliquien des heiligen Sava erbaut.

## Weblinks

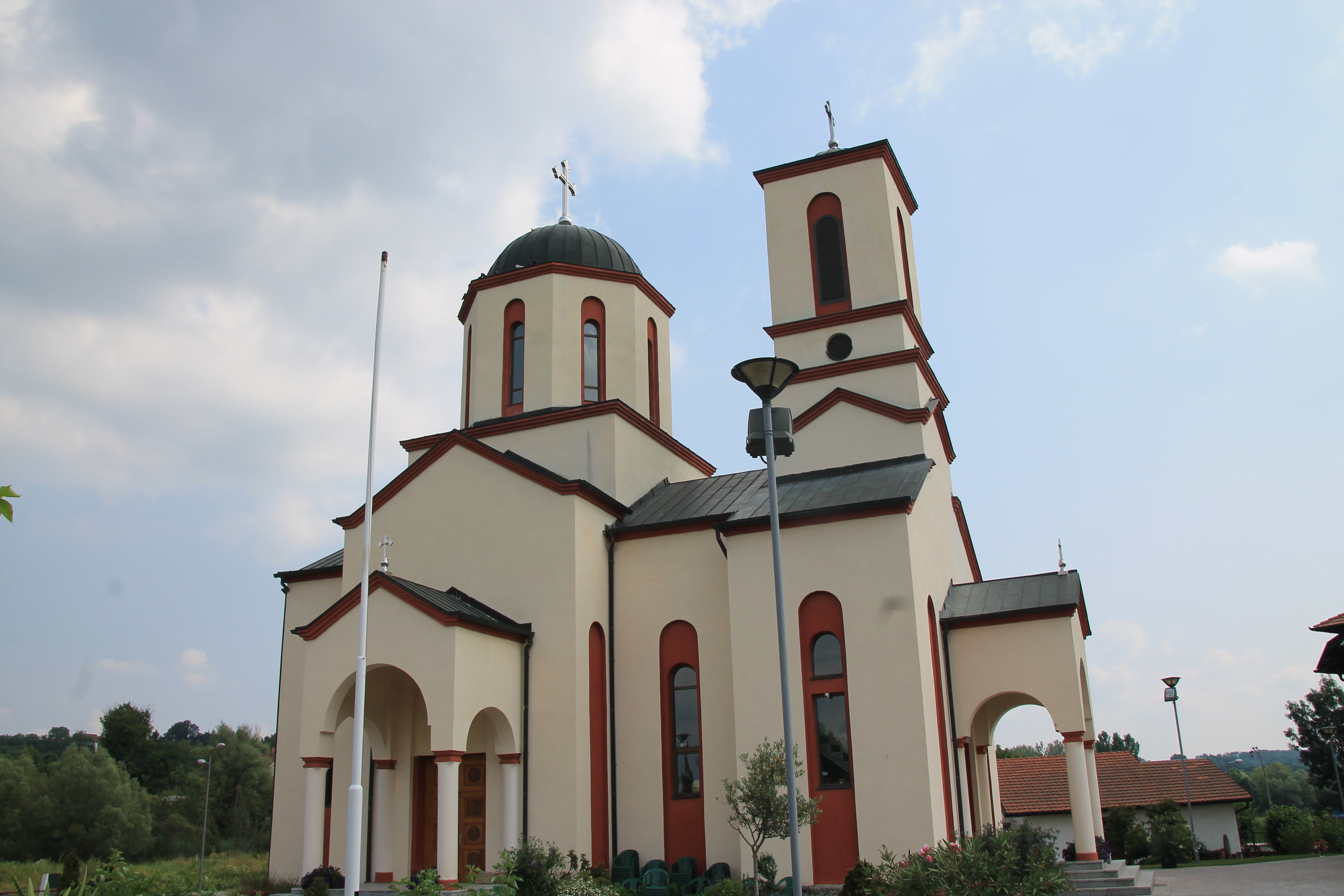
Kirche der Verbrennung der Reliquien des heiligen Sava im Ortszentrum

## Persönlichkeiten
- Lidija Stevanović (* 1958), Schauspielerin